# 12572 Садех
12572 Садех (12572 Sadegh) — астероїд головного поясу, відкритий 13 липня 1999 року.
Тіссеранів параметр щодо Юпітера — 3,585.